# Cataphrodisium castaneae
Cataphrodisium castaneae là một loài bọ cánh cứng trong họ Cerambycidae.